# Ben Vida
Ben Vida (* 1974) ist ein US-amerikanischer Komponist, Multiinstrumentalist, Improvisationsmusiker und Multimediakünstler.

## Leben
Vida erwarb den Grad des Bachelor in Music ab der Webster University und des Master of Fine Arts am Bard College. Mitte der 1990er Jahre war er Teil der experimentellen Kunstszene in Chicago, gründete dort das Minimal-Music-Quartett Town & Country und veröffentlichte mehrere Soloalben. Nach 2000 zog er nach Brooklyn, wo er zunächst elektronische Musik komponierte und später zu multimedialen Projekten überging. 2006 erhielt er den Illinois Arts Council Grant für Komposition. Im Jahr 2008 war er Artist in Residence am Electronic Television Center in Owego. 2011 erhielt er ein Reisestipendium des Swedish Arts Grants Committee.
Neben seinen Solo-Arbeiten entwickelte Vida Duo-Projekte mit Marina Rosenfeld, Lucio Capece und Lea Bertucci. Außerdem arbeitete er u. a. mit Siebren Versteeg, Deborah Johnson, Hisham Bharoocha, Nadia Hironaka, Mathew Suib und dem Filmemacher Tim Kinsella zusammen.  Als Improvisationsmusiker trat er mit Milo Fine, Fred Lonberg-Holm, Taku Sugimoto, Kevin Drumm, Yamatsuka Eye, Jim O’Rourke, Michael Zerang, Josh Abrams und Jeb Bishop und den Ensembles von Tony Conrad, Rhys Chattam und Werner Dafeldecker auf. Auf dem Gebiet der elektronischen Musik sind u. a. Keith Fullerton Whitman und Greg Davis seine Partner. Er tourte durch die USA, Kanada, viele Länder Europas, Korea und Japan. Mit Konzerten und Multimediaveranstaltungen war er u. a. im Guggenheim Museum New York, im Museum of Contemporary Art Chicago, im Londoner Institute of Contemporary Arts, im The Artist’s Institute, New York, dem Sydney Opera House, im Museo d’arte moderna di Bologna und im Rahmen des Meltdown Festival in der Royal Albert Hall in London vertreten.
Die Multimedia-Komposition Slipping Control (2015) für Stimmen, Video und Elektronik wurde bei Audio Visual Arts in New York City uraufgeführt und war danach u. a. beim Borderline Festival in Athen zu sehen. Die sechsstündige Performance für Vokalensemble und Elektronik Reducing the Tempo to Zero (2017) wurde bei Lampo in Chicago, The Kitchen in New York, im STUK Arts Center in Löwen und im Centro Pecci in Prato aufgeführt. Seine Arbeit „And So Now“ (2018) war ein Auftragswerk für die Brooklyn Academy of Music und wurde im BAM Fisher Space aufgeführt. Always Already (2020) für Ensemble, Elektronik und Stimmen, entstand in Zusammenarbeit mit dem YarnWire Ensemble und der Vokalistin Nina Dante und wurde in New York und Chicago aufgeführt.
Alben veröffentlichte Vida u. a. bei den Labels Shelter Press, Kranky, PAN, iDEAL und 901Editions.